# Le Cousin Lindford
Le cousin Lindford est une bande dessinée de la série Jeremiah de Hermann parue en 1996

## Synopsis
Jeremiah et Kurdy retrouvent Stonebridge dans cette histoire qui se passe dans une ville abandonnée et fréquentée par un clone humain, échappé d'un centre spécialisé.